# 郊区 (厦门市)
郊区（1968年9月14日—1987年7月）是中华人民共和国福建省厦门市历史上的一个市辖区。
1957年8月27日，成立厦门市人民委员会郊区行政办事处，为厦门市人民委员会的派出机关，管辖禾山区和灌口区（1957年5月，自同安县划入厦门市，仍保留区公所，未设区人民委员会），面积443.41平方公里。1958年1月，禾山区人民委员会和灌口区公所撤销，其所辖乡镇由郊区行政办事处直接管辖；此时，郊区行政办事处下辖19个乡镇。1960年4月，郊区行政办事处所辖6个公社并为4个公社。1964年4月，增设杏林镇，连同杏林公社划归郊区行政办事处管辖。至此，郊区行政办事处有集美、杏林2个镇，前线、杏林、后溪、东孚、海沧、灌口6个公社，96个大队，以及13个农场，其中10个为国营农场。
1968年9月14日，国务院正式批准成立厦门市郊区，厦门市人民委员会郊区行政办事处改制为厦门市郊区革命委员会。1973年9月至1976年10月“文化大革命”结束，郊区设3个镇、6个公社。1978年9月，设置杏林区，将郊区的杏林公社划归杏林区管辖。1984年10月，郊区所辖公社、大队全部改为乡（镇）、村，恢复“文化大革命”前的乡（镇）、村名或更名，同时恢复灌口镇。1986年11月，改郊区的海沧乡为海沧镇。1987年7月，设立湖里区，郊区的禾山乡及所辖11个村和江头居委会以及开元区的湖里街道与所辖7个居委会划归湖里区；郊区禾山乡所辖黄厝、曾厝垵2个村划归思明区；所辖何厝、前埔、洪文、西林、莲坂5个村划归开元区；郊区改名为集美区。